# 杨文渭
杨文渭（1923年—1957年），中国现代政治人物，卢氏县横涧乡七寸街人，中国共产党党员。抗日战争期间，结识中共卢氏县地下县委负责人赵致平，经赵致平介绍成为中国共产党党员，并与之成为好友。1946年，前往灵宝中学教书，因和中共地下党员频繁联络，被国民党当局逮捕，校长多方进行营救才将其获释。解放军攻占卢氏县后，杨文渭回到卢氏县工作，先后担任卢氏县联中教导主任，卢氏县教育科副科长等职。1956年，杨文渭当选为卢氏县副县长，但是在卢氏县1957年反右派斗争中，遭遇残酷的批斗，受到错误批判，不堪政治压力跳井身亡，年仅34岁。